# Catedral de Guadalajara
A Catedral de Guadalajara, oficialmente Catedral Basílica da Assunção de Maria Santísima, é a sede e maior templo da Arquidiocese de Guadalajara, em Jalisco, México. Sua reconstrução atual foi concluída em 1854, em estilo renascentista, tendo os campanários em estilo neogótico. A Catedral figura entre as construções mais simbólicas de Guadalajara. É dedicada à Assunção de Maria.  

## História
A primeira Catedral foi construída em 1541 em adobe, seguindo o padrão das construções coloniais do México. Alguns anos depois, em 1548, a região foi declarada uma diocese e a paróquia foi elevada à condição de Catedral. Atualmente neste local se ergue a Igreja de Santa Maria de Gracia.
Em 1574, durante uma missa, os presentes fiéis atiravam para o alto, atingindo o templo que ardeu em chamas. Coube, então, ao arquiteto Martín Casillas o projeto de uma nova e maior catedral, porém as obras seguiram em ritmo lento devido aos escassos recursos. A nova catedral foi concluída somente em 1618, recebendo o Sacramento meses depois. Em 1818, porém, um terremoto devastou a cidade de Guadalajara e com ela, o domo da catedral (poupando a nave). Em 1849, outro terremoto abalou a cidade, trazendo abaixo grande parte da estrutura.
Em 1854, após a última e atual reconstrução, a catedral foi elevada à condição de basílica menor pelo Papa Pio XII. Desde então, a catedral foi novamente danificada por terremotos em: 1932, 1957, 1979, 1985, 1995 e, mais recentemente, 2003. E ainda apresenta alguns danos em sua estrutura, mas nada que comprometa seu perfeito funcionamento.  

Em 1910
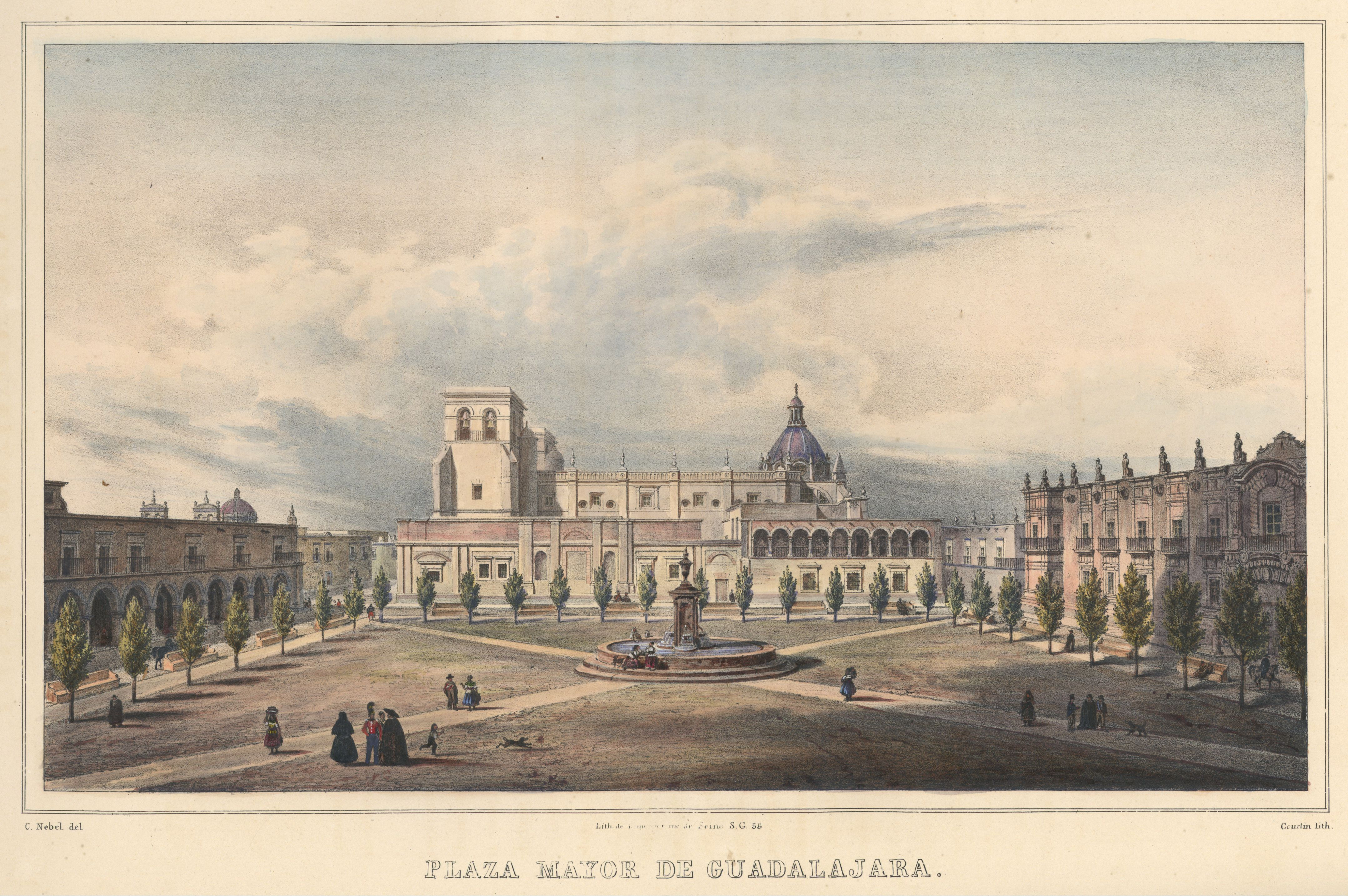
Em 1836
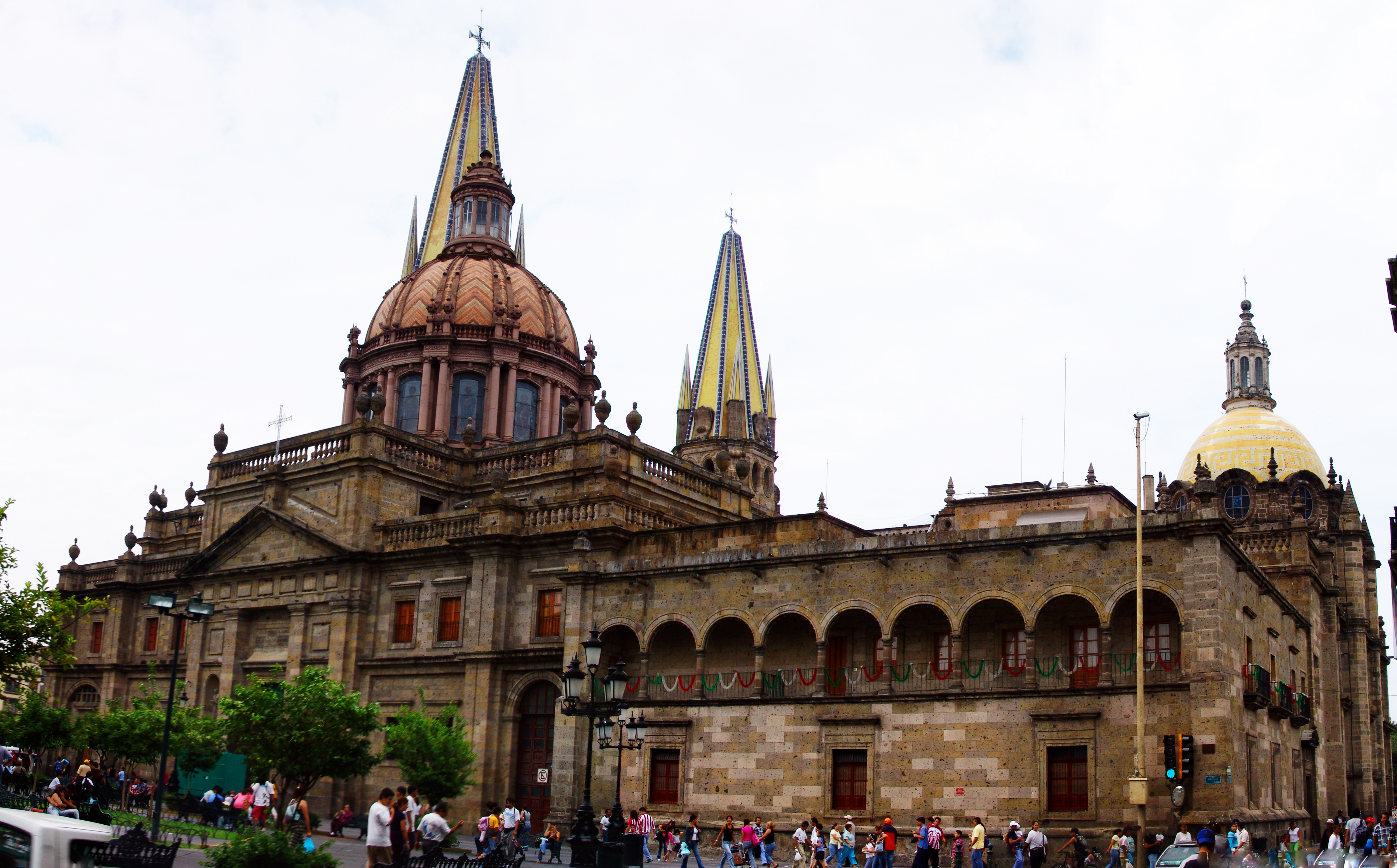
Presente